# Bayview (Wisconsin)
Bayview – miasto w Stanach Zjednoczonych, w stanie Wisconsin, w hrabstwie Bayfield.